# 嘉比·卡特
嘉比·卡特（英語：Gabbie Carter，2000年8月4日—），美國女性色情演員及成人模特兒，2019年4月加入為 Matrix Models 旗下藝人。

## 簡歷
嘉比·卡特本名「艾拉·朱莉·奥弗顿·埃勒比（Ailah Jolie Overton-Ellerbee）」，從小在美國德克薩斯州奧斯汀長大，曾任職一間墨西哥食肆和一間海鮮餐廳的侍應，2019年1月開始在社交網站 Reddit 開設帳戶「imawful69」，因發佈了一張床上裸照，展示了豐滿身材而受社群注目。她過了一陣子便於求職網站 SexyJobs.com 裡找到洛杉磯大型藝人管理公司 Matrix Models 的招募廣告，並獲其老闆 John Steven 賞識，遂於同年3月加入其中，4月初正式成為色情演員及成人模特兒。
嘉比·卡特出道不消一星期已受史葛·泰勒（Scott Taylor）、格雷格·蘭斯基（Greg Lansky）、凱登·克羅斯等大型製作商青睞，簽約拍攝 New Sensations、Blacked.com、Vixen.com、BangBros、Reality Kings、Deeper.com 等影片；原先打算以「Cabbie Carter」作藝名，但周遭朋友認為聽起來比較愚笨，故她另取名為「Gabbie Carter」。2020年，她在《第37屆AVN獎》中獲提名競逐「最佳新人」殊榮，但最終敗給吉安娜·迪歐，同年11月17日卻在 Reddit 透露已退出色情行業。

## 演出作品

### 音樂錄像
- 2020年：喬許·藍伯特《Saturday Girl》[9]

## 曾獲獎項與提名
| 年份   | 獎項                                                       | 結果 |
| 2019年 | Pornhub獎2019「最佳乳房獎」                                | 提名 |
| 2020年 | 第37屆AVN獎「最佳男女性愛場景 -《Sex Machines》」          | 提名 |
| 2020年 | 第37屆AVN獎「最佳群交場景 -《Try Me（Relentless、DVD）》」 | 提名 |
| 2020年 | 第37屆AVN獎「最佳新人」                                    | 提名 |

## 外部連結
- 嘉比·卡特的X（前Twitter）（英文）
- 嘉比·卡特 在Reddit（页面存档备份，存于）（英文）
- Gabbie Carter在互联网电影资料库（IMDb）上的資料（英文）